# FMR-анализ
FMR (аббревиатура от англ. Fastest Medium Rare — быстро, средне, медленно)
 — анализ товарного ассортимента по частоте обращений/взятия.
Иногда также применяется термины: FSN (англ. Fast moving, Slow moving, Non Moving) и FNS (англ. Fast Moving, Normal Moving, Slow Moving)
В управлении сбытом «мера востребованности» товара или частота обращений за теми или иными группами товаров служит важным критерием позиционирования товарных групп в маркетинговой стратегии управления (лозунг «у нас есть все»). В управлении запасами FMR применяют для определения мест складирования запасов. Так, наиболее часто запрашиваемые («быстрые» — fast) позиции располагают ближе к зонам комплектации.
Характеризуется коэффициентом частоты обращений и вычисляется по следующей формуле:
{\displaystyle K_{i}={P_{i} \over \sum _{j=1}^{N}P_{j}}*100\%}
где {\displaystyle P_{i}} — количество отпуска {\displaystyle i}-го товара, а {\displaystyle \sum _{j=1}^{N}P_{j}} — общее количество отпуска со склада.
По частоте обращений ассортимент обычно разбивается на три группы:
- категория F — наиболее часто запрашиваемые товары (80 % от общего количества);
- категория M — менее часто запрашиваемая категория продуктов (15 % от обращений);
- категория R — редко запрашиваемая продукция (оставшиеся 5 %).

Группы обычно определяют, используя Закон Парето 80 %, 15 % и 5 %. В применении этого закона данная классификация «математически» схожа с ABC-анализом при использовании в качестве критерия частоты операций с товаром (стандартно в «ABC» анализируется стоимость). Процентное соотношение групп можно подбирать самостоятельно, исходя из статистики движения товара (подробнее о них можно прочитать в статье ABC-анализ).
На практике для формирования правил управления товарами/запасами используют совместную ABC — XYZ — FMR — VEN классификацию, определяя для каждой из подгрупп собственные уникальные правила логистического менеджмента. Для упрощения логистической политики применяют сокращение числа групп (3×3×3×3 = 81 группа), используя так называемую «балльную оценку», при этом выделяют обычно 10-15 групп.